# Список генеральних консулів КНР у Нагої
Нижче наведений список генеральних консулів Китайської Народної Республіки в Нагої, Японія.

## Список

### 2005-2007
| Генеральний консул | Дата призначення | Дата звільнення |
| ------------------ | ---------------- | --------------- |
| Сунь Пін           | Серпень 2005     | Серпень 2006    |
| Лі Тяньжань        | Вересень 2006    | Липень 2007     |

### З 2007
| Генеральний консул | Дата призначення | Дата вступу на посаду | Дата звільнення |
| ------------------ | ---------------- | --------------------- | --------------- |
| Лі Тяньжань        | Липень 2007      |                       | 10 жовтня 2009  |
| Чжан Ліґо          | Жовтень 2009     | 20 жовтня 2009        | Січень 2014     |
| Ґе Ґуанбяо         | Січень 2014      | Січень 2014           | Серпень 2016    |
| Ден Вей            | Жовтень 2016     | 16 жовтня 2016        | Лютий 2019      |
| Лю Сяоцзюнь        | Лютий 2019       | 22 лютого 2019        | Липень 2022     |
| Ян Сянь            | вересень 2022    | 2 вересня 2022        |                 |